# Naglfar (musikgrupp)
Naglfar  är ett svenskt melodiskt black metal-band från Umeå. Bandnamnet, som är skrivet på fornnordiska, syftar på asatrons fartyg Nagelfar.
Naglfar bildades 1992 under namnet Uninterred av Jens Rydén (gitarr, sång) och Kristoffer Olivius (bas). Jens Rydén slutade efter inspelningen av albumet Sheol. Trummisen Mattias Holmgren som slutade efter albumet Vittra, är numera aktiv i banden Embracing, Azure och Tired Tree.

## Bandmedlemmar
Nuvarande medlemmar
- Kristoffer Olivius (aka Wrath) – basgitarr (1992–2005), sång (2005– )
- Andreas Nilsson – gitarr (1993– )
- Marcus E. Norman (aka Vargher) – gitarr, keyboard (2000– ), basgitarr (2011– )

Tidigare medlemmar
- Ulf Andersson – trummor (1992–1994)
- Jens Rydén – sång (1992–2005), gitarr (1992–1993)
- Morgan Hansson – gitarr (1992–2000)
- Fredrik Degerström – gitarr (1993–1994)
- Mattias Holmgren – trummor (1995)
- Peter Morgan Lie – trummor (1995–1997), basgitarr (2005–2011)
- Mattias Grahn – trummor (1997–2011)

Turnerande medlemmar
- Impaler (Alex Friberg) – basgitarr (2012– )
- Efraim Juntunen – trummor (2012– )
- Patrik Wall – basgitarr (2019)

Bidragande musiker (studio)
- Peter Tägtgren – sång (1995)
- Mattias Holmgren – trummor (1995)
- Johan Moritz – trummor (1996)
- Nils Johansson – piano, synthesizer (1998, 2003)
- Belial – sång (1998)
- Bone – sång (1998)
- Captain Psychopath – sång (1998)
- Kaiser K – sång (1998)
- Fredrik Degerström – sång (1998)
- Snake – sång (1998)
- Vargher (Marcus E. Norman) – sång (1998)
- Dirk Verbeuren – trummor (2012)
- Azathoth (Matthias Jell) – sång (2012)

## Diskografi
Demo
- 1994 – Stellae Trajectico
- 1995 – We Are Naglfar - Fuck You!
- 1995 – Promo '95
- 1996 – Maiden Slaughter

Studioalbum
- 1995 – Vittra
- 1998 – Diabolical
- 2003 – Sheol
- 2005 – Pariah
- 2007 – Harvest
- 2012 – Téras
- 2020 – Cerecloth

EP
- 1998 – When Autumn Storms Come
- 2002 – Ex Inferis
- 2012 – An Extension of His Arm and Will

Samlingsalbum
- 2018 – Principium